# Wertbegründung
Als Wertbegründung (oder Wertbeeinflussung) werden bei der Bilanzierung und im Rechnungswesen Umstände für die Bewertung im Jahresabschluss bezeichnet, die erst nach dem Bilanzstichtag eintreten und bekannt werden. Pendant ist die Wertaufhellung.

## Allgemeines
Zunächst ist zu berücksichtigen, dass der Zeitpunkt der Bilanzaufstellung wenige Monate nach dem Bilanzstichtag liegt und dass während dieses Zeitraums Erkenntnisse erlangt werden können, welche die am Bilanzstichtag verwendeten Buchwerte nachträglich verändern könnten. Der Zeitraum erstreckt sich vom Bilanzstichtag bis zum Datum des Vermerks über die Jahresabschlussprüfung. Dann stellt sich die Frage, inwiefern Kenntnisse, die in diesem Zeitraum vom bilanzierenden Kaufmann erlangt werden, auf den Bilanzstichtag bezogen werden können und aus diesem Grund bei der Bilanzierung berücksichtigt werden müssen.

## Rechtsgrundlagen
Nach dem Stichtagsprinzip des § 252 Abs. 1 Nr. 3 HGB und dem Bilanzierungsgrundsatz der Bilanzwahrheit (Teilaspekt Vollständigkeit; § 246 Abs. 1 HGB) sind zum Bilanzstichtag sämtliche Vermögensgegenstände, Schulden, Rechnungsabgrenzungsposten sowie Aufwendungen und Erträge zu erfassen und bis zum Bilanzstichtag zu verbuchen.
Wertbegründung ist der Zeitpunkt, zu dem ein Geschäftsvorfall und damit auch sein Buchwert entstehen. Damit ein Geschäftsvorfall im Jahresabschluss abgebildet werden kann, muss er vor dem Bilanzstichtag begründet sein. Wertbegründende Tatsachen oder Ereignisse entstehen erst nach dem Bilanzstichtag und werden auch erst nach dem Stichtag erkannt. Sie dürfen nicht bilanziert werden. Sind sie jedoch wesentlich, müssen sie im Anhang gemäß § 285 Nr. 33 HGB bei „besonderer Bedeutung“ im Rahmen des Nachtragsberichts erwähnt werden.

## Vergleich
Wertaufhellung und Wertbegründung können wie folgt unterschieden werden: 
| Prinzip        | vor dem Stichtag                | nach dem Stichtag                      |
| -------------- | ------------------------------- | -------------------------------------- |
| Wertaufhellung | Tatsachen sind entstanden       | Tatsachen werden bekannt               |
| Wertbegründung | Tatsachen sind nicht entstanden | Tatsachen entstehen und werden bekannt |

Es kommt darauf an, zu welchem Zeitpunkt Tatsachen oder Ereignisse entstanden sind.

## Beispiel
Ein Unternehmen verursacht nach dem Bilanzstichtag (31. Dezember) am 16. Februar einen Umweltschaden, der sofort erkannt wird. Noch während der Bilanzaufstellung wird der Sachschaden bei diesem nicht versicherten Großschadensfall auf 20 Millionen Euro geschätzt. Es handelt sich um ein wertbegründendes Ereignis, das beim Unternehmen im abgelaufenen Geschäftsjahr nicht bilanziert werden darf. Aufgrund der Schadenshöhe liegt ein wesentlicher Schaden vor, der im Lagebericht nach § 289 Abs. 2 Nr. 1 HGB erwähnt werden muss. Die Schadenskosten müssen erst im nächsten Jahresabschluss bilanziert werden.

## International
Ereignisse, die erst nach dem Abschlussstichtag eintreten und keinen Aufschluss über die Verhältnisse zum Abschlussstichtag geben, sondern diese verändern, sind in Österreich bei der Aufstellung des Jahresabschlusses für das abgelaufene Geschäftsjahr nicht zu berücksichtigen. Dies entspricht dem in § 201 Abs. 2 Ziffer 3 UGB festgeschriebenen Stichtagsprinzip. Solche Ereignisse sind bei mittelgroßen und großen Gesellschaften (§ 221 UGB) vielmehr allenfalls gemäß § 238 Abs. 1 Ziffer 11 UGB (Art und finanzielle Auswirkungen wesentlicher Ereignisse nach dem Abschlussstichtag, die weder in der Gewinn- und Verlustrechnung noch in der Bilanz berücksichtigt sind) im Anhang anzuführen.
Die IFRS regeln das Stichtagsprinzip in IAS 10, wonach die die Bilanzierung und Berichterstattung für Ereignisse nach dem Bilanzstichtag (englisch events after the balance sheet date) sowohl für vorteilhafte als auch für nachteilige Ereignisse zu berücksichtigen ist. Sie unterscheiden ebenfalls zwischen wertaufhellenden (englisch adjusting events after the balance sheet date) und wertbegründenden Ereignissen (englisch non-adjusting events after the balance sheet date), die nach dem Bilanzstichtag eingetretene Ereignisse anzeigen. Während die Wertaufhellung im Jahresabschluss zu berücksichtigen ist (IAS 10.8), darf eine Wertbegründung nicht berücksichtigt werden (IAS 10.10).

## Wirtschaftliche Aspekte
Wertbegründende Tatsachen kommen erst nach dem Bilanzstichtag vor und weisen zu diesem keinen Bezug auf. Sie können deshalb auch nicht auf den Bilanzstichtag zurückbezogen werden und werden deshalb weder bei der Bilanzierung noch bei der Bewertung berücksichtigt. Der wertbegründende Sachverhalt liegt im neuen Geschäftsjahr und ist in diesem auch auszuweisen. Nach dem internationalen Rechnungslegungsstandard IFRS (IFRS 10) müssen dagegen auch wertbegründende Tatsachen noch im abgelaufenen Geschäftsjahr bilanziert werden. Es besteht bei wertbegründenden Tatsachen somit eine Diskrepanz zwischen HGB und IFRS.

## Abgrenzung
Tatsachen, die im Zeitraum zwischen Bilanzstichtag und Aufstellungsstichtag bekannt werden und bereits vor dem Bilanzstichtag verursacht wurden, sind als wertaufhellende Tatsachen bei der Bilanzierung zu berücksichtigen.